# 3683 Baumann
3683 Baumann (1987 MA) là một tiểu hành tinh vành đai chính được phát hiện ngày 23 tháng 6 năm 1987 bởi Landgraf, W. ở La Silla.